# حزب رفاه جانوران (ایرلند)
حزب رفاه جانوران (به انگلیسی: Party for Animal Welfare) یک حزب سیاسی کوچک در ایرلند است که تمرکز آن بر رفاه جانوران است. هیچ نمایندگی در سطح محلی یا ملی ندارد.
آنها از ممنوعیت ورزش‌های خونین، مزرعه‌های توله‌سگ، دامداری متمرکز، مسابقات سگ‌های تازی و دیگر شیوه‌های ستم به جانوران حمایت می‌کنند. آنها برای افزودن رفاه جانوران به برنامه درسی در مدارس ابتدایی ایرلند درخواست داده‌اند.